# Sanjuanero caqueteño
Danza típica del departamento colombiano de Caquetá, Colombia. En esta región la danza es diversa, debido al origen de las colonizaciones que poblaron el departamento.
Durante el denominado Festival Folcórico del Piedemonte Amazónico, que se celebra a partir del 29 de junio de cada año para conmemorar la celebración de San Juan y San Pedro, el Sanjuanero Caqueteño se convierte en la máxima expresión de folclor y grandeza de la cultura caqueteña.

## Características generales del baile
Este es un baile de pareja, característico de juegos coreográficos donde la coquetería y la simpatía son su principal componente; se baila en fiestas colectivas y se ejecuta en recintos donde los pueda apreciar todo el público, especialmente durante las festividades del mes de junio.

## Coreografía
El baile representa una situación cotidiana y se realiza por diversión popular y presenta tres pasos básicos:
- Caminar en punta talón.
- Tres cuartos de contradanza
- Bambuqueo o aguacateo.

A su vez, durante la ejecución del baile se realizan las siguientes figuras:
- Invitación del parejo
- Los ochos
- Rendición
- Levantada del pie o voladas
- Arrastrada del ala
- Secreto
- El castigo
- La conquista

## Traje típico

### Femenino
La mujer usa una blusa es de color blanco en dacrón-hilo, estilo campesina con escote en “V”, con los frutos de la tierra dibujados en su contorno (yuca, plátano, chontaduro, uva caimarona, flores y animales como la guacamaya, boruga, micos, etc.), arandelas en encajes dorados y plateados que realzan la belleza de la mujer que la usa; acompañada de apliques o pinturas que representan la biodiversidad en fauna, flora y recursos naturales del departamento.
La falda es de color azul aguamarina, rotonda, terminada en encajes dorados y plateados; el azul representa nuestra riqueza hídrica; sobre la falda van apliques elaborados en altorrelieve, con la figura de especies acuáticas de la región, y sobre la falda va la atarraya, herramienta con el cual los pescadores obtiene este recurso de los ríos y lagunas.
El calzado consta de alpargatas de fique; como accesorios la mujer lleva un tocado de flores tropicales para darle alegría a su conjunto.

### Masculino
El hombre usa una camisa de color blanco, manga larga, confeccionada en dacrón-hilo, adornada con encajes e hilos dorados; el pantalón es blanco, en lino, y lo usan arremangado arriba del talón.
El calzado es un par de alpargatas de fique blanco; en su cuello lleva un rabo e’ gallo en satín de color rojo. El cinturón es de cuero color café con hebillas; como elementos fundamentales del caqueteño en su representatividad folclórica se tiene el poncho, el machete al cinto y un sombrero campesino de ala.